# Nyarlathotep
Nyarlathotep egy kitalált karakter az amerikai horroríró, H. P. Lovecraft műveiben. A külsejét legtöbbször egy magas, fáraószerű alakként említik a művekben. Sokszor úgy emlegetik, mint a Kúszó Káosz (the Crawling Chaos). Először Lovecraft 1920-as Nyarlathotep című novellájában jelent meg. Ez a teremtmény sokkal több műben szerepel, mint a szerző bármelyik másik szörnyalakja.

## Alakja

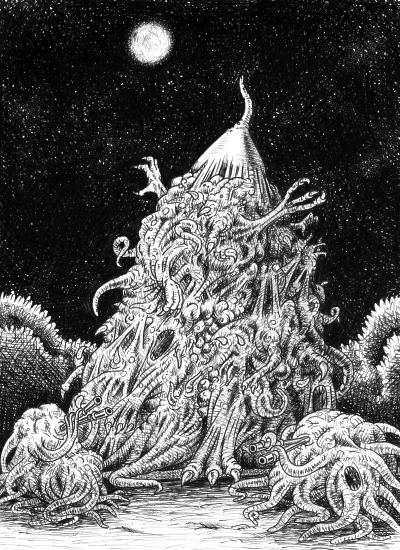

A lovecrafti mitológia egyik központi alakja. Ő a „külső istenek” hírvivője, afféle démoni Hermész-Mercurius. Néha „kúszó káosznak”, „kúszó rettenetnek” nevezik, vagy az értelem és érzékek nélküli „külső istenek” lelkeként, szellemeként emlegetik. Képes bármilyen alakot felölteni. Ismert megjelenési formái közé tartozik a fáraószerű emberi alak; a csápos szörnyeteg, arca helyén egy vérvörös nyúlvánnyal; a vörös szemű, fekete, szárnyas lény; és talán az a „fekete ember” („man in black”) is ő, aki a boszorkányszombatokon elnökölni szokott. Nem gyilkos természetű, mint a legtöbb lovecrafti isten, jobban szereti áldozatait az őrületbe kergetni. Ennek ellenére több helyen is történik utalás arra, hogy egyszer majd ő fogja kiirtani az emberiséget, illetve elpusztítani a Földet. (Bár lehet, hogy ezt is a maga módján teszi, kollektív őrületet bocsátva az emberiségre.) Nyarlathotep című novellájában Lovecraft így írja le egyik megjelenési formáját: „Ekkor jött elő Nyarlathotep Egyiptomból. Senki sem tudta megmondani, ki is ő valójában, de annyi bizonyos, hogy ősi vér csörgedezett az ereiben, és úgy nézett ki, mint egy fáraó. Amikor a fellahinok megpillantották, önkéntelenül térdre borultak előtte. Azt mondta, hogy huszonhét évszázad feketeségéből jött elő, és nem erről a bolygóról származó üzeneteket hozott.”

## Idézetek
És ekkor érkezett hozzánk Egyiptomból Nyarlathotep. Senki nem tudta róla megmondani róla, hogy ki ő, de az ősi Nílus-menti vér csörgedezett az ereiben, és úgy nézett ki, mint egy fáraó. Az arab földművesek térdre vetették magukat a láttán, de nem tudták megmagyarázni, hogy miért. Nyarlathotep azt állította, huszonhét évszázad elmúltával támadt fel a sötétségből, és hogy nem e bolygóról származó üzeneteket hallott. A civilizált földekre jött hát Nyarlathotep, a füstös képű, nyurga és baljós idegen, aki mindegyre furcsa üveg- és fémkészülékeket vásárolgatott, hogy végül még furcsább készülékeket állítson össze belőlük. Sokat beszélt a villamosság és a pszichológia tudományáról, és olyan képességekről tett tanúbizonyságot, melyektől elnémult a döbbent publikum, ugyanakkor elképesztően hatalmassá duzzasztották hírnevét. Az emberek Nyarlathotep megtekintésére biztatták egymást, és megborzongtak. És bárhová látogatott el Nyarlathotep, onnan elpártolt a nyugalom, a hajnali órák csendjébe ugyanis mindegyre lidérces álmokból felriadók sikolyai hasítottak bele.
És eme undorlatos kozmikus nekropoliszon túlról, az időn kívül létező, felfoghatatlan, világtalan barlangokban dobok őrjítő üteme, istenkáromló fuvolák halvány, monoton szűkölése hallik; s e förtelmes kalapálás és sípolás kíséretére táncolnak lassan, ormótlanul és értelmetlenül a gigantikus és megismerhetetlen végső istenek, a vak, hangtalan és esztelen szörnyek, kiknek lelke: Nyarlathotep.
Nem tudta, mi lesz a sorsa; úgy sejtette, addig tartják itt, amíg meg nem érkezik a végtelenség más isteneinek félelmes lelke és küldönce, Nyarlathotep, a kúszó káosz.